# Констанс II (син Константина III)
Констанс II (умро 411) био је син западноримског цара Константина III и служио је као његов савладар од 409. до 411. године. Када се његов отац побунио против владајућег цара Хонорија, а војска у Британији га прогласила за цара почетком 407. године, Констанс је био монах. Позван је у Галију, именован на положај цезара (наследника) и брзо ожењен како би се могла основати династија. У Хиспанији, Хоноријеви рођаци су се дигли на оружје 408. године и протерали Константинову администрацију. Војска под Констансом и генералом Геронтијем послата је да се обрачуна с тим и поново успостави Константинову власт.
Хонорије је признао Константина за савладара почетком 409. године, а Константин је одмах уздигао Констанса на положај августа (цара), теоретски једнаког по рангу и Хонорију и Константину. Касније 409. године Геронтије се побунио, прогласио свог штићеника Максима за цара и подстакао варварске групе које су недавно упале у Галију да се дигну. Констанс је послат у Хиспанију да угуши побуну, али је доживео пораз и повукао се у Арелат (данашњи Арл). Године 410. Констанс је послат у Хиспанију са другом војском. Геронтије је ојачао своје снаге варварима и победио у бици против Констанса; овај се повукао на север, где је поново поражен и убијен у Вијену почетком 411. године. Геронтије је затим опсео Константина у Арелату и убио га.

## Позадина
Након смрти римског цара Теодосија I 395. године, Римско царство је подељено између његова два сина: седамнаестогодишњи Аркадије постао је цар Источног римског царства, а десетогодишњи Хонорије цар Западног. Хонорије је био малолетан, па је водећи генерал Стилихон постао веома утицајан и de facto врховни командант римских војски на западу. Западно царство је патило од упада великих група германских племена, које су Римљани генерички називали „варварима”. Упркос римској одбојности према „варварима”, царска војска је регрутовала све већи број њих, а неки су се уздигли и на високе положаје. Током овог периода, Римска Британија је трпела нападе Скота, Саса и Пикта. Године 402, Стилихону су били потребни војници за ратове са инвазионим групама Визигота у Италији, па је повукао трупе са Хадријановог зида на северу Британије.
Године 406, око 6.000 војника римске пољске војске стациониране у Британији било је незадовољно. Нису били плаћени неколико година, велики контингент је отишао да се бори на континенту четири године раније и није се вратио, гарнизони обалске одбране су повучени да би се формирала нова пољска војска, а њихов командант је смењен. Побунили су се и одлучили да изаберу сопственог вођу. Њихов први избор био је човек по имену Марко, кога су именовали за цара. После кратког периода, незадовољни његовим учинком, убили су га и именовали Грацијана. Ни он није испунио очекивања трупа, па су га убили после четири месеца.
Дана 31. децембра 406. године, неколико племена варварских освајача, укључујући Вандале, Свеве и Алане, прешло је Рајну и прегазило римске одбрамбене утврде у успешној инвазији на Галију. Трупе у Британији су затим изабрале за свог вођу човека који је делио име са славним царем с почетка четвртог века, Константином Великим, који се и сам уздигао на власт војним ударом у Британији. Флавије Клаудије Константин био је обичан војник и почетком 407. године, вероватно у фебруару, његови саборци су га прогласили за цара; према неким извештајима, само зато што је његово име подсећало на ранију славу његовог имењака. Побуна у Римској Британији није била неуобичајена: савремени теолог Јероним описао ју је као провинцију богату узурпаторима. Налазила се на периферији Царства и постојало је уобичајено мишљење да је занемарена у погледу ресурса и покровитељства. Такве побуне су обично биле краткотрајне; Константин је био неуобичајен и по успостављању трајне базе моћи и по успешном извозу своје побуне на копно. Константин је брзо деловао: именовао је генерале у Галији и прешао Ламанш код Бононије (данашња Булоњ на Мору). Са собом је повео свих око 6.000 мобилних трупа преосталих у Британији и њиховог команданта, генерала Геронтија. Римска војска Галије се изјаснила за њега, а затим и цивилна администрација у Хиспанији (данашња Шпанија и Португалија). Западноримска влада у Италији није реаговала на германску инвазију Галије, док су Константинове снаге победиле у барем једном сукобу са Вандалима. Константин је такође преговарао о споразумима са германским групацијама Франака, Алемана и Бургунда, чиме је обезбедио линију Рајне. Главне вандалске снаге и њихови савезници преселили су се у северну Галију (данашња Белгија).

## Живот

### Цезар
Мало се зна о Констансу, најстаријем сину Константина, пре него што је његов отац проглашен за цара. Био је монах у време када се његов отац побунио, када је позван на нови царски двор. Када је Константин стигао у Арелат (данашњи Арл), који је учинио својом престоницом, именовао је Констанса на положај цезара — што је био висок, формалан положај који га је такође признавао као наследника. Према неким историчарима, у том тренутку је преименован у „Констанс” — да би се пробудила сећања на најмлађег сина Константина Великог, такође по имену Констанс, који је постао цар након очеве смрти. Бивши монах је брзо ожењен како би се могла основати династија.
Западно римско царство било је у сукобу са Источним римским царством и имало је крхак савез са великом силом Визигота под Аларихом. Ухваћени између различитих претњи, Хонорије и Стилихон послали су малу војску предвођену Сарусом Готом да угуши Константинову побуну док је њихова главна војска чекала развој догађаја. Сарус је поразио једну од Константинових војски у генералној бици. Константин се затим лично покренуо против Саруса, али је био опседнут у Валансу. Након недељу дана опсаде, друга војска, предвођена Геронтијем и његовим колегом-генералом Едобихом, састављена углавном од свеже регрутованих Франака и Алемана, стигла је да ослободи Валанс. Сарус је био приморан да се повуче у Италију. Овим успехом Константин је успоставио контролу над већим делом Галије и над алпским прелазима у Италију.
У време Константиновог почетног искрцавања на континент, многе Хоноријеве присталице у Хиспанији биле су или неспремне или војно неспособне да се супротставе његовом преузимању контроле. Када се чинило да је Сарус на ивици да оконча Константинову побуну, два члана Хоноријеве породице — Дидим и Веринијан — побунили су се и збацили Константинов режим у Хиспанији. Чак и након Сарусовог повлачења у Италију, сазнање о великој новој војсци која се окупљала у Тицину (данашња Павија) с намером да се ускоро сукоби са Константином, охрабрило их је да истрају и чак покушају да затворе пиринејске прелазе. Константин се плашио да ће Хоноријеви рођаци организовати напад из тог правца док га трупе под Сарусом и Стилихоном нападају из Италије, хватајући га у маневар клешта. Први је ударио на Хиспанију.
Почетком 408. године Констанс је послат са Геронтијем и војском у Хиспанију. Њихова војска је силом заузела један прелаз и добила појачање. Констанс се сместио у Цезараугусти (данашња Сарагоса) и обновио цивилну администрацију, док је Геронтије повео војску и одлучно поразио Хоноријеве присталице у бици у Лузитанији, заробивши Дидима и Веринијана. Када је Хиспанија поново била под Константиновом контролом, Констанс је оставио своју нову жену у Цезараугусти и вратио се у Арелат да извести оца. Дидим и Веринијан су га пратили и тамо су погубљени као цивилни побуњеници. До маја 408. године Константин је преузео постојећу царску администрацију и званичнике у Галији, и именовао новог главног министра (са титулом преторијанског префекта) и надбискупа Арелата. Константин је почео да кује велике количине квалитетног новца у Арелату и покушавао је да се представи као раван западним и источним царевима.
Дана 1. маја 408. године, источни цар, Аркадије, умро је, остављајући седмогодишњег наследника, Теодосија II. Настао је сукоб између Стилихона и Хонорија, који су обојица желели да отпутују у Константинопољ — престоницу Источног царства — да представљају интересе Западног царства. Стилихон је успео у својој намери: он је требало да оде на исток, а Хонорије да остане у Равени, престоници Западног царства. Али раздор између њега и Хонорија био је очигледан. Већи део Хоноријевог двора, предвођен високим бирократом Олимпијем, радио је на супротстављању Стилихону ширећи гласине да он жели да отпутује на исток како би збацио Теодосија и поставио свог сина, Еухерија, на престо. Дана 13. августа Хонорије је формално вршио смотру војске која је требало да крене из Тицинума против Константина. Са њим су били многи високи официри и званичници Западног царства. Трупе су се побуниле, масакрирајући Стилихонове присталице, али поштујући личност Цара. Стилихон је потражио уточиште, затим се предао и погубљен је 22. августа.

### Сувладар
Домаћи делови војске Италије, охрабрени Олимпијем, почели су да масакрирају Готе: жене и деца њихових сабораца који су живели у италијанским градовима, понекад отворено као таоци за добро понашање својих мужева и очева, били су лаке мете. Они Готи који су могли, побегли су на север и придружили се Алариху, знатно повећавајући његову борбену моћ. Аларих је одмах прешао Алпе и кренуо на југ кроз Италију, пустошећи села. Улогорио је своју војску изван Рима и захтевао огроман откуп.
Крајем 408. године Константин је послао посланство у Равену. Потребно му је било да га умири, па га је Хонорије признао за савладара и послао пурпурни огртач као формално признање. Пар је био заједнички конзул за 409. годину. Отприлике у то време, Константин је уздигао Констанса на положај савладара, теоретски једнаког по рангу Хонорију или Теодосију, као и самом Константину. Хонорије је наставио да одбија да постигне договор са Аларихом. У знак одмазде, Аларих је уздигао сопственог цара, сенатора Приска Атала, а 410. године Визиготи су ушли у Рим и пљачкали град три дана.
У пролеће или лето 409. године Констанс је послат назад у Хиспанију. Било пре него што је Констанс напустио Арелат, или док је путовао, Геронтије се побунио и прогласио свог штићеника Максима за цара. Максим је био важна личност сам по себи, али је било јасно да га контролише Геронтије. Основали су двор у Таракону (данашња Тарагона). Геронтије, забринут да неће моћи да се одупре војној сили коју би Констанс могао да доведе, покушао је да подстакне варваре који су ушли у Галију крајем 406. године против Константина. Они су били мирни на северу територије, али су сада кренули преко Галије ка богатим територијама Аквитаније и Нарбонске Галије (данашња јужна и југозападна Француска), које су опустошили. Концентришући се на претњу од Констанса, Геронтије је ослабио своје гарнизоне на пиринејским прелазима, и у јесен 409. године већи део варварских снага ушао је у Хиспанију. На крају је Геронтије постигао договор са неким од ових група, по којем су му оне обезбедиле војне снаге, што му је омогућило да пређе у офанзиву против Констанса.

### Смрт
У међувремену, Констанс, са војском којом је командовао генерал по имену Јуст, покушао је да покори Геронтија. Није успео, иако детаљи нису познати, и вратио се у Арелат у пролеће 410. године. Отприлике у исто време, Константин се вратио из неуспешне инвазије на Италију. С обзиром на тешкоће које су Визиготи стварали у Италији, Геронтије се сматрао већом претњом од Хонорија. Едобих је поново послат на север да прикупи трупе од Франака, док се Констанс вратио да се суочи са Геронтијем са свежом војском. Детаљи су поново нејасни, али изгледа вероватно да је Геронтије истовремено напредовао ка Арелату. Две војске су се сукобиле и Констанс је поражен. Повукао се на север са оним што је остало од његове војске, надајући се појачању од Едобиха. Али Геронтије га је сустигао код Вијена, вероватно почетком 411. године, поразио његову војску и убио Констанса. Геронтијева војска је затим кренула на Арелат и опсела Константина.

## Последице
Године 411. Хонорије је именовао новог генерала, Флавија Констанција, који је повео војску Италије преко Алпа и стигао у Арелат док је Геронтије био изван града. Многи Геронтијеви војници су пребегли Констанцију, а Геронтије се повукао у Хиспанију са остатком. Тамо је, у безизлазној ситуацији, Геронтије извршио самоубиство. Констанцијева војска је преузела опсаду. У међувремену, Едобих је прикупио трупе у северној Галији међу Францима и Алеманима, удружио их са трупама војске Галије које су још увек биле лојалне Константину и кренуо у помоћ Константину. Констанције је поразио ову силу у заседи. Након што су га трупе које су чувале Рајну напустиле да би подржале још једног претендента на царски престо — галског Римљанина Јовина — Константин је очајавао, те су се он и његов преживели син Јулијан предали Констанцију. Упркос обећању да ће му живот бити поштеђен и његовом рукоположењу, Константин и Јулијан су обезглављени у августу или септембру 411. године по Констанцијевом наређењу. Константинова глава је набијена на колац и представљена Хонорију 18. септембра. Констанције је преузео Стилихонову улогу главне силе у Западном царству и генералисимуса. У великој мери је успео да поправи ситуацију за централне власти и омогући обнову. Галија је пацификована, варвари у Хиспанији су у великој мери покорени, а Визиготи су насељени на земљу у Аквитанији као римски савезници. Римска власт се никада није вратила у Британију након што је Константин повукао њену одбрану.

## Легенда
У популарној и маштовитој Историји краљева Британије (Historia Regum Britanniae) Џефрија од Монмута, Константин III је познат и као Константин II Британски, а Констанса Брити бирају за свог краља након Константинове смрти. Тако Констанс, преко свог млађег брата Утера Пендрагона, постаје стриц легендарног краља Артура.